# Discografia de Lady A
A discografia de Lady A, uma banda norte-americana de música country pop, consiste em nove álbuns de estúdio (incluindo um natalino), quatro extended plays e 29 singles oficiais, além de participações e singles promocionais. A banda é composta pelos integrantes Hillary Scott, Charles Kelley e Dave Haywood. Eles estrearam em 2007 como vocalistas convidados na canção "Never Alone", de Jim Brickman. No final do mesmo ano, o trio assinou contrato com a gravadora musical Capitol Nashville e lançaram "Love Don't Live Here" primeiro single do seu álbum de estreia, lançado no dia 15 de abril de 2008. O disco foi recebido com platina pela RIAA, nos Estados Unidos, e pela Music Canada, no Canadá. O álbum gerou outras duas músicas de trabalho: "Lookin' for a Good Time" e "I Run to You", que se tornou o primeiro single número 1 do grupo, após chegar à primeira posição na parada country, na 23ª posição na Billboard Hot 100, na 15ª posição na Adult Pop Songs e na 14ª posição na Adult Contemporary.
Need You Now, segundo álbum de estúdio, foi lançado em 26 de janeiro de 2010, pela gravadora Capitol, e estreou na primeira posição na Billboard 200, vendendo 481 mil cópias em sua primeira semana. Em abril de 2010, foi recebido com disco de platina triplo pela RIAA e Music Canada. Foram lançadas quatro músicas de trabalho: "Need You Now", "American Honey", "Our Kind of Love" e "Hello World". O disco ganhou o Grammy Award de Melhor Álbum Country, em 2010, e foi nomeado para Álbum do Ano, enquanto o single "Need You Now" ganhou quatro prêmios, incluindo Música do Ano e Gravação do Ano. Em 2018, o single "Need You Now" recebeu o certificado nônuplo platina pela RIAA e, em 2023, a canção chegou ao certificado duodécuplo.
O terceiro álbum de estúdio Own the Night foi lançado em 13 de setembro de 2011. Com 347 mil cópias vendidas em sua primeira semana, estreou na primeira posição na Billboard 200 dos Estados Unidos e entre as dez primeiras posições de outros países, como Austrália, Nova Zelândia e Reino Unido. O disco também rendeu um Grammy Award por Melhor Álbum Country, em 2011. Quatro singles foram lançados: "Just a Kiss", "We Owned the Night", "Dancin' Away with My Heart" e "Wanted You More". O primeiro, "Just a Kiss" foi recebido com platina duplo pela RIAA e como platina pela Music Canada. O segundo, "We Own the Night" foi recebido como ouro pela RIAA. Já "Dancin' Away with My Heart" alcançou a segunda posição na parada country do Estados Unidos. Em 2012, o grupo lançou seu primeiro álbum de Natal On This Winter's Night, que vendeu mais de 600 mil cópias.
O quinto disco, Golden, contou com três músicas de trabalho ("Downtown", "Goodbye Town" e "Compass" na edição deluxe) e foi lançado em 7 de maio de 2013, atingindo o primeiro lugar da Billboard 200 dos EUA, com 167 mil cópias vendidas na primeira semana. Em 2014, o grupo lançou o sexto álbum de estúdio 747, no dia 30 de setembro. Pela primeira vez desde Lady Antebellum, o trio não estreou na primeira posição da Billboard 200, vendendo 74 mil cópias na primeira semana. Três singles foram lançados: "Bartender", "Freestyle" e "Long Stretch of Love". Em 2017, após um hiato de quase três anos, o grupo voltou a lançar um álbum de estúdio, chamado Heart Break, que gerou duas músicas de trabalho ("You Look Good" e "Heart Break"). Em 2019, veio Ocean, o oitavo trabalho completo do grupo, enquanto em 2021 foi lançado What a Song Can Do.

## Álbuns

### Álbuns de estúdio
| Lady Antebellum - Lançamento: 15 de abril de 2008 - Formatos: CD, download digital - Gravadora: Capitol Nashville                   | 4   | 1  | —  | —  | —   | —  | —  | —  | —  | —  | —  | 191 | 1 | - : 2.100.000 | - RIAA: 2× Platina - MC: Platina - BPI: Prata |
| Need You Now - Lançamento: 26 de janeiro de 2010 - Formatos: CD, download digital - Gravadora: Capitol Nashville                    | 1   | 1  | 24 | 5  | 19  | 1  | 4  | 11 | 24 | 1  | 10 | 8   | 1 | - : 4.010.000 | - IFPI: Ouro                                  |
| Own the Night - Lançamento: 13 de setembro de 2011 - Formatos: CD, download digital - Gravadora: Capitol Nashville                  | 1   | 1  | 52 | 5  | 31  | 1  | 25 | 18 | 39 | 2  | 8  | 4   | 1 | - : 1.780.000 | - BPI: Ouro                                   |
| On This Winter's Night - Lançamento: 22 de outubro de 2012 - Formatos: CD, download digital - Gravadora: Capitol Nashville          | 8   | 2  | —  | —  | —   | 5  | —  | —  | —  | —  | —  | 56  | 1 | - : 648.500   | - RIAA: Ouro                                  |
| Golden - Lançamento: 7 de maio de 2013 - Formatos: CD, download digital - Gravadora: Capitol Nashville                              | 1   | 1  | 51 | 8  | 115 | 2  | 76 | 10 | 68 | 26 | 14 | 7   | 1 | - : 554.000   | - BPI: Prata                                  |
| 747 - Lançamento: 30 de setembro de 2014 - Formatos: CD, download digital - Gravadora: Capitol Nashville                            | 2   | 2  | 68 | 4  | 125 | 3  | 78 | 21 | —  | 22 | 24 | 12  | 1 | - : 285.900   | - BPI: Prata                                  |
| Heart Break - Lançamento: 9 de junho de 2017 - Formatos: CD, download digital, vinil - Gravadora: Capitol Nashville                 | 4   | 1  | 83 | 6  | 120 | 6  | 64 | 44 | —  | —  | 18 | 14  | 2 | - : 175.900   |                                               |
| Ocean - Lançamento: 15 de novembro de 2019 - Formatos: CD, download digital, vinil, streaming - Gravadora: BMLG Records             | 11  | 2  | —  | 7  | —   | 17 | —  | —  | —  | —  | 24 | 29  | 1 | - : 172.000   |                                               |
| What a Song Can Do - Lançamento: 22 de outubro de 2021 - Formatos: CD, download digital, vinil, streaming - Gravadora: BMLG Records | 135 | 12 | —  | 48 | —   | —  | —  | —  | —  | —  | 52 | —   | 1 |               |                                               |
| "—" denota que o álbum não apareceu na parada musical.                                                                              |     |    |    |    |     |    |    |    |    |    |    |     |   |               |                                               |

### Extended plays(EP)
| Detalhes do álbum | Melhores posições | Melhores posições | Vendas      |
| Detalhes do álbum | EUA               | EUA Country       | Vendas      |
| --- | ----------------- | ----------------- | ----------- |
| iTunes Session - Lançamento: 15 de agosto de 2010 - Formatos: Download digital - Gravadora: Capitol Nashville                        | 17                | 3                 |             |
| A Merry Little Christmas - Lançamento: 12 de outubro de 2010 - Formatos: CD, download digital - Gravadora: Capitol Nashville         | 12                | 4                 | - : 223.000 |
| Live: In The Round - Lançamento: 4 de março de 2020 - Formatos: CD, download digital - Gravadora: BMLG Records                       | —                 | —                 |             |
| What a Song Can Do (Chapter One) - Lançamento: 25 de junho de 2021 - Formatos: download digital, streaming - Gravadora: BMLG Records | —                 | —                 |             |
| "—" denota que o álbum não apareceu na parada musical.                                                                               |                   |                   |             |

### Box sets
| Detalhes do álbum | Melhores posições | Melhores posições |
| Detalhes do álbum | EUA Country       | UK                |
| --- | ----------------- | ----------------- |
| Need You Now/Own the Night - Lançamento: 27 de novembro de 2012 - Formatos: CD, download digital - Gravadora: Capitol Nashville, EMI, Parlophone, Virgin | —                 | 80                |
| Golden/Own The Night/Need You Now/Lady Antebellum - Lançamento: 30 de setembro de 2014 - Formatos: CD, download digital - Gravadora: Capitol Nashville   | 43                | —                 |
| "—" denota que o álbum não apareceu na parada musical.                                                                                                   |                   |                   |

## Singles

### Como artista principal
| 2007                                                    | "Love Don't Live Here"          | 53  | 3  | 69 | —  | —  | —   | - : Ouro       | Lady Antebellum                                         |
| 2008                                                    | "Lookin' for a Good Time"       | 67  | 11 | —  | —  | —  | —   | - : Ouro       | Lady Antebellum                                         |
| 2009                                                    | "I Run to You"                  | 27  | 1  | 54 | —  | —  | 118 | - : 2× Platina | Lady Antebellum                                         |
| 2009                                                    | "Need You Now"                  | 2   | 1  | 2  | 7  | 63 | 15  | - : Ouro       | Need You Now                                            |
| 2010                                                    | "American Honey"                | 25  | 1  | 50 | —  | —  | —   | - : Platina    | Need You Now                                            |
| 2010                                                    | "Our Kind of Love"              | 51  | 1  | 61 | —  | —  | —   |                | Need You Now                                            |
| 2010                                                    | "Hello World"                   | 58  | 6  | 70 | —  | —  | —   |                | Need You Now                                            |
| 2011                                                    | "Just a Kiss"                   | 7   | 1  | 13 | 91 | 21 | 78  | - : Platina    | Own the Night                                           |
| 2011                                                    | "We Owned the Night"            | 31  | 1  | 29 | —  | —  | —   | - : Ouro       | Own the Night                                           |
| 2011                                                    | "Dancin' Away with My Heart"    | 46  | 2  | 65 | —  | —  | —   | - : Ouro       | Own the Night                                           |
| 2012                                                    | "Wanted You More"               | 34  | 20 | 59 | —  | —  | —   |                | Own the Night                                           |
| 2013                                                    | "Downtown"                      | 29  | 2  | 26 | —  | 98 | —   | - : Platina    | Golden (e Deluxe Edition)                               |
| 2013                                                    | "Goodbye Town"                  | 80  | 22 | 77 | —  | —  | —   |                | Golden (e Deluxe Edition)                               |
| 2013                                                    | "Compass"                       | 46  | 6  | 51 | —  | —  | —   | - : Ouro       | Golden (e Deluxe Edition)                               |
| 2014                                                    | "Bartender"                     | 31  | 4  | 29 | —  | —  | —   | - : Platina    | 747                                                     |
| 2014                                                    | "Freestyle"                     | 101 | 24 | —  | —  | —  | —   |                | 747                                                     |
| 2015                                                    | "Long Stretch of Love"          | 106 | 23 | —  | —  | —  | —   |                | 747                                                     |
| 2017                                                    | "You Look Good"                 | 59  | 8  | 99 | —  | —  | —   | - : Ouro       | Heart Break                                             |
| 2017                                                    | "Heart Break"                   | 105 | 22 | —  | —  | —  | —   |                | Heart Break                                             |
| 2019                                                    | "What If I Never Get Over You"  | 40  | 5  | 74 | —  | —  | —   | - : Platina    | Ocean (e Deluxe Edition)                                |
| 2019                                                    | "Ocean"                         | —   | 37 | —  | —  | —  | —   |                | Ocean (e Deluxe Edition)                                |
| 2020                                                    | "What I'm Leaving For"          | —   | 39 | —  | —  | —  | —   |                | Ocean (e Deluxe Edition)                                |
| 2020                                                    | "Champagne Night"               | 33  | 7  | 75 | —  | —  | —   | - : Ouro       | Ocean (e Deluxe Edition)                                |
| 2021                                                    | "Like A Lady"                   | 85  | 20 | 94 | —  | —  | —   |                | What a Song Can Do                                      |
| 2022                                                    | "What a Song Can Do"            | —   | —  | —  | —  | —  | —   |                | What a Song Can Do                                      |
| 2022                                                    | "Summer State of Mind"          | —   | —  | —  | —  | —  | —   |                | Single sem álbum                                        |
| 2023                                                    | "Love You Back"                 | —   | —  | —  | —  | —  | —   |                | Single sem álbum                                        |
| 2023                                                    | "A Love Song"                   | —   | —  | —  | —  | —  | —   |                | Single sem álbum                                        |
| 2024                                                    | "Stop Draggin' My Heart Around" | —   | —  | —  | —  | —  | —   |                | Petty Country: A Country Music Celebration of Tom Petty |
| "—" denota que o single não apareceu na parada musical. |                                 |     |    |    |    |    |     |                |                                                         |

### Como artista convidado
| Ano                                                     | Canção                   | Artista           | Melhores posições | Melhores posições | Melhores posições | Melhores posições | Melhores posições | Certificações | Álbum                  |
| Ano                                                     | Canção                   | Artista           | EUA               | EUA Country       | EUA AC            | EUA Dance         | CAN               | Certificações | Álbum                  |
| ------------------------------------------------------- | ------------------------ | ----------------- | ----------------- | ----------------- | ----------------- | ----------------- | ----------------- | ------------- | ---------------------- |
| 2007                                                    | "Never Alone"            | Jim Brickman      | —                 | —                 | 14                | —                 | —                 |               | Escape                 |
| 2015                                                    | "Something Better"       | Audien            | 117               | —                 | —                 | 1                 | —                 | - : Ouro      | Daydreams              |
| 2016                                                    | "Forever Country"        | Vários artistas   | 21                | 1                 | —                 | —                 | 25                | - : Ouro      | Single sem álbum       |
| 2020                                                    | "Who You Are to Me"      | Chris Tomlin      | —                 | 30                | —                 | —                 | —                 |               | Chris Tomlin & Friends |
| 2021                                                    | "Home Sweet"             | Russell Dickerson | —                 | —                 | —                 | —                 | —                 |               | Single sem álbum       |
| 2022                                                    | "Told You I Could Drink" | Breland           | 108               | 28                | —                 | —                 | —                 |               | Cross Country          |
| "—" denota que o single não apareceu na parada musical. |                          |                   |                   |                   |                   |                   |                   |               |                        |

### Singlespromocionais
| 2008                                                    | "I Was Here"                | 124 | 54 | —  | - Contido na compilação "AT&T Team USA Soundtrack"    |
| 2008                                                    | "Baby, It's Cold Outside"   | 103 | —  | —  | - Single sem álbum                                    |
| 2010                                                    | "Ready to Love Again"       | 72  | —  | 76 | - Faixa do álbum "Need You Now"                       |
| 2010                                                    | "Love This Pain"            | 93  | —  | 72 | - Faixa do álbum "Need You Now"                       |
| 2013                                                    | "Celebrate Me Home"         | —   | —  | —  | - Single sem álbum                                    |
| 2014                                                    | "Golden" (com Stevie Nicks) | —   | 50 | —  | - Regravação da faixa do álbum "Golden"               |
| 2014                                                    | "I Did with You"            | —   | 35 | —  | - Trilha sonora do filme "The Best of Me"             |
| 2015                                                    | "Lie with Me"               | —   | —  | —  | - Faixa do álbum "747" - Single apenas no Reino Unido |
| 2019                                                    | "Pictures"                  | —   | —  | —  | - Faixa do álbum "Ocean"                              |
| 2019                                                    | "Boots"                     | —   | —  | —  | - Faixa do álbum "Ocean"                              |
| 2019                                                    | "Be Patient with My Love"   | —   | —  | —  | - Faixa do álbum "Ocean"                              |
| "—" denota que o single não apareceu na parada musical. |                             |     |    |    |                                                       |

### Outras canções
| Ano                                                     | Canção                                        | Melhores posições | Melhores posições | Melhores posições | Melhores posições | Notas                                                                                           |
| Ano                                                     | Canção                                        | EUA               | EUA Country       | EUA AC            | UK                | Notas                                                                                           |
| ------------------------------------------------------- | --------------------------------------------- | ----------------- | ----------------- | ----------------- | ----------------- | ----------------------------------------------------------------------------------------------- |
| 2008                                                    | "Last Night Last"                             | —                 | —                 | —                 | —                 | - Lançado em 25 de março de 2008 - Não mais disponível                                          |
| 2010                                                    | "When You Got a Good Thing"                   | 121               | —                 | —                 | —                 | - Faixa do álbum "Need You Now"                                                                 |
| 2010                                                    | "Learning to Fly"                             | 101               | —                 | —                 | —                 | - Faixa do EP "iTunes Session"                                                                  |
| 2010                                                    | "Have Yourself a Merry Little Christmas"      | —                 | 36                | —                 | —                 | - Faixa do EP "A Merry Little Christmas"                                                        |
| 2010                                                    | "Let It Snow! Let It Snow! Let It Snow!"      | —                 | 34                | —                 | —                 | - Faixa do EP "A Merry Little Christmas"                                                        |
| 2010                                                    | "All I Want for Christmas Is You"             | —                 | 38                | —                 | 176               | - Faixa do EP "A Merry Little Christmas"                                                        |
| 2011                                                    | "Blue Christmas"                              | —                 | 42                | —                 | —                 | - Faixa do EP "A Merry Little Christmas"                                                        |
| 2011                                                    | "Silver Bells"                                | —                 | 47                | —                 | —                 | - Faixa do EP "A Merry Little Christmas"                                                        |
| 2011                                                    | "On This Winter's Night"                      | —                 | 59                | —                 | —                 | - Faixa do EP "A Merry Little Christmas"                                                        |
| 2012                                                    | "A Holly Jolly Christmas"                     | —                 | 35                | 2                 | —                 | - Faixa do álbum "On This Winter's Night"                                                       |
| 2013                                                    | "All for Love"                                | —                 | 45                | —                 | —                 | - Faixa do álbum "Golden"                                                                       |
| 2014                                                    | "Falling for You"                             | —                 | —                 | —                 | —                 | - Trilha sonora do filme "The Best of Me" - Faixa do álbum "747"                                |
| 2017                                                    | "Lay Our Flowers Down"                        | —                 | —                 | —                 | —                 | - Trilha sonora do filme "The Shack"                                                            |
| 2017                                                    | "Hey Baby"                                    | —                 | —                 | —                 | —                 | - Trilha sonora do filme "Dirty Dancing"                                                        |
| 2017                                                    | "We've Got a Good Fire Goin'"                 | —                 | —                 | —                 | —                 | - Contido no álbum "Gentle Giants: The Songs of Don Williams"                                   |
| 2017                                                    | "Somebody Else's Heart"                       | —                 | 47                | —                 | —                 | - Faixa do álbum "Heart Break"                                                                  |
| 2017                                                    | "Help Me Make It Through the Night" (ao vivo) | —                 | —                 | —                 | —                 | - Contido no álbum "The Life & Songs of Kris Kristofferson (Live)"                              |
| 2017                                                    | "Army"                                        | —                 | —                 | —                 | —                 | - Trilha sonora da minissérie "The Long Road Home" - Faixa do álbum "Heart Break"               |
| 2022                                                    | "She Believes in Me" (ao vivo)                | —                 | —                 | —                 | —                 | - Contido no álbum "Kenny Rogers: All In For The Gambler – All-Star Concert Celebration (Live)" |
| "—" denota que o single não apareceu na parada musical. |                                               |                   |                   |                   |                   |                                                                                                 |

### Participações
| Ano                                                     | Canção                       | Artista                              | Melhores posições | Melhores posições | Álbum                                         |
| Ano                                                     | Canção                       | Artista                              | EUA               | EUA Country       | Álbum                                         |
| ------------------------------------------------------- | ---------------------------- | ------------------------------------ | ----------------- | ----------------- | --------------------------------------------- |
| 2010                                                    | "Out of Goodbyes"            | Maroon 5                             | 103               | —                 | Hands All Over                                |
| 2011                                                    | "Walkin' After Midnight"     | Anna Wilson                          | —                 | —                 | Countrypolitan Duets                          |
| 2014                                                    | "White Christmas"            | Michael W. Smith                     | —                 | —                 | The Spirit of Christmas                       |
| 2014                                                    | "Blue Water" (não creditado) | Stevie Nicks                         | —                 | —                 | 24 Karat Gold: Songs from the Vault           |
| 2015                                                    | "Where It All Begins"        | Hunter Hayes                         | —                 | 45                | The 21 Project                                |
| 2017                                                    | "Why Me" (ao vivo)           | Kris Kristofferson e vários artistas | —                 | —                 | The Life & Songs of Kris Kristofferson (Live) |
| 2018                                                    | "Our Love Glows"             | Steve Aoki                           | —                 | —                 | Neon Future III                               |
| 2020                                                    | "Every Time I Look at You"   | Shenandoah                           | —                 | —                 | Every Road                                    |
| 2023                                                    | "Something's Coming"         | Cheat Codes                          | —                 | —                 | One Night in Nashville                        |
| "—" denota que o single não apareceu na parada musical. |                              |                                      |                   |                   |                                               |

## Videografia

### DVDs
| Detalhes | Certificações |
| --- | ------------- |
| Own the Night World Tour - Lançamento: 4 de dezembro de 2012 - Formatos: DVD, blu-ray - Gravadora: Eagle Rock Entertainment      | - RIAA: Ouro  |
| Live: On This Winter's Night - Lançamento: 12 de novembro de 2013 - Formatos: DVD, blu-ray - Gravadora: Eagle Rock Entertainment |               |
| Wheels Up Tour - Lançamento: 13 de novembro de 2015 - Formatos: DVD, blu-ray - Gravadora: Eagle Rock Entertainment               |               |

### Vídeos musicais
| Ano  | Vídeo                                | Diretor(a)       |
| ---- | ------------------------------------ | ---------------- |
| 2007 | "Love Don't Live Here" (versão 1)    | Charles Mehling  |
| 2008 | "Love Don't Live Here" (versão 2)    | Chris Hicky      |
| 2008 | "Lookin' for a Good Time" (versão 1) | Adam Boatman     |
| 2008 | "Lookin' for a Good Time" (versão 2) | Chris Hicky      |
| 2008 | "I Was Here"                         | Desconhecido     |
| 2009 | "I Run to You" (versão 1)            | Adam Boatman     |
| 2009 | "Need You Now"                       | David McClister  |
| 2010 | "American Honey"                     | Trey Fanjoy      |
| 2010 | "Stars Tonight"                      | Adam Boatman     |
| 2010 | "Our Kind of Love"                   | Chris Hicky      |
| 2010 | "I Run to You" (versão 2)            | Christopher Sims |
| 2010 | "Hello World"                        | Roman White      |
| 2011 | "Just a Kiss"                        | Shaun Silva      |
| 2011 | "We Owned the Night"                 | Shaun Silva      |
| 2011 | "We Owned the Night" (ao vivo)       | Adam Boatman     |
| 2012 | "Dancin' Away with My Heart"         | Adam Boatman     |
| 2012 | "Perfect Day"                        | Adam Boatman     |
| 2012 | "Wanted You More"                    | Noble Jones      |
| 2012 | "A Holly Jolly Christmas"            | TK McKamy        |
| 2013 | "Downtown"                           | Peter Zavadil    |
| 2013 | "Goodbye Town" (acústico)            | Adam Boatman     |
| 2013 | "Goodbye Town"                       | Peter Zavadil    |
| 2013 | "Compass"                            | Peter Zavadil    |
| 2014 | "Bartender"                          | Shane Drake      |
| 2014 | "I Did with You"                     | Roman White      |
| 2014 | "Freestyle"                          | Nathan Barnatt   |
| 2015 | "Long Stretch of Love" (ao vivo)     | Justin Key       |
| 2015 | "Long Stretch of Love"               | TK McKamy        |
| 2017 | "You Look Good"                      | Shane Drake      |
| 2017 | "Heart Break"                        | Shane Drake      |
| 2019 | "What If I Never Get Over You"       | Sarah McColgan   |
| 2019 | "Ocean"                              | Desconhecido     |
| 2020 | "Let It Be Love" (home edition)      | Desconhecido     |
| 2020 | "Champagne Night"                    | Stav Ozdoda      |
| 2022 | "Summer State of Mind"               | Desconhecido     |

### Participações
| Ano  | Vídeo                                   | Diretor(a)       |
| ---- | --------------------------------------- | ---------------- |
| 2007 | "Never Alone" (com Jim Brickman)        | Glenn Sweitzer   |
| 2011 | "Out of Goodbyes" (com Maroon 5)        | Travis Schneider |
| 2015 | "Something Better" (com Audien)         | Will Joines      |
| 2016 | "Forever Country" (com vários artistas) | Joseph Kahn      |